# L⇔R
L⇔R（エルアール）は、日本の音楽バンド。
1991年ポリスターからデビュー。その後1994年ポニーキャニオンへ移籍。通算で13枚のシングル、7枚のアルバムを発表するが、1997年に活動休止。その後メンバーは個々にソロで活動するが、後述の黒沢健一の死去に伴い、現在は事実上解散。全ての作品において四人囃子のドラムスだった岡井大二がプロデュースを手がけた。

## メンバー
- 黒沢健一 （くろさわ けんいち、1968年8月11日 - 2016年12月5日）茨城県日立市出身（ボーカル、ギター）。
- 黒沢秀樹 （くろさわ ひでき、1970年8月28日 - ）茨城県日立市出身（ギター、ボーカル）。
- 木下裕晴 （きのした ひろはる、1967年10月11日 - ）東京都出身（ベース）。

### 元メンバー
- 嶺川貴子 （みねかわ たかこ、1969年6月3日 - ）東京都出身（キーボード）。

1992年正式加入～1994年1月15日脱退。

## 略歴
- 黒沢健一が地元の友人と組んでいたバンド「ラギーズ」に、辞めたギタリストの後任として黒沢秀樹が参加。バンド解散後は、二人でデモテープ作りに勤しむ。[1]
- 1988年 黒沢健一が、島田奈美のアルバム『Curiosity』収録の『He Loves Her』で作曲家デビュー。
- 1990年 木下裕晴の呼びかけにより黒沢健一、黒沢秀樹の兄弟との3人でL⇔Rを結成する。[2]
  - 1991年11月25日 ミニアルバム『L』でポリスターからデビュー。
- 1992年 ファーストアルバムをレコーディング中、コーラスで参加した嶺川貴子が正式加入。
- 1993年4月 ファンクラブ「SCRUFFS」発足
- 1993年10月 第一回服部良一音楽賞を受賞。黒沢秀樹は後に出演した音楽番組『FUN』にてこの時に得た賞金で初めて自分用の楽器を購入したと語っている。
- 1994年1月 レコード会社移籍と同時に嶺川貴子が脱退。
  - 1994年7月21日 ポニーキャニオン移籍後初シングル「REMEMBER」をリリース。
  - 1994年 ポッキーのCM曲となったシングル「HELLO,IT'S ME」がオリコンチャート最高10位を記録。
- 1995年5月 シングル「KNOCKIN' ON YOUR DOOR」がフジテレビ系ドラマ『僕らに愛を!』の主題歌に起用され、オリコン1位を獲得。10月 シングル「BYE」がオリコン6位を獲得。
- 1996年初の武道館公演。６月 12cmシングル「NICE TO MEET YOU/I WISH」をリリース。
- 1997年に活動休止を宣言。以後、メンバーそれぞれがソロ活動をしている（ソロ活動については各メンバーの項目を参照）。
- 2002年にもベストアルバム発売。ポニーキャニオン版のタイトルが『Last Roll』であった（なおメンバーはこのアルバムに関わっていない）が、これまでメンバー自身の口から明確に解散宣言はなく、黒沢健一の公式サイトでも「現在も活動休止のまま活動は行われていない」と明記してある。
- 2011年、これまでリリースされたバンドとしての全楽曲、製作されたPVが、iTunesで配信される。
- 2013年5月30日 テレビ番組『1番ソングSHOW』に黒沢健一と秀樹が出演。これまでハッキリと語られてこなかった活動休止の理由にも触れ、健一が『Doubt』のレコーディング中、スタジオから逃げ出すなど精神的にギリギリの状態だったということが明かされた。
- 2016年10月3日、黒沢健一が自身の公式サイト上で、脳腫瘍の治療中であることを公表。
- 2016年11月25日、「L⇔R 25周年プロジェクト」開始を発表。再始動の話も出ていたとの事。[3]
- 2016年12月5日、黒沢健一が脳腫瘍により死去（享年48）[4]。
- 2017年1月18日、DVD『L⇔R LIVE at Budokan "Let Me Roll It! Tour 1996"』発売。
- 2017年2月8日、「L」から「Doubt」までのオリジナルアルバムがUHQCD仕様によるリマスタリングで発売。
- 2017年3月15日、DVD『PV＋』発売。

### 活動休止後の主な共演
- 2003年、黒沢健一と木下裕晴を中心にcurve509結成。
- 2007年、黒沢健一ソロツアー「LIVE without electricity」に黒沢秀樹が参加。
- 2007年、黒沢秀樹プロデュースのアルバム「SUNNY ROCK!Sunshine Days of 70’s tribute album」に黒沢健一が参加。
- 2008年、デコレ村オールスターズで黒沢健一と黒沢秀樹が共演。デコレ村オールスターズ名義のミニアルバム「太陽に歌って」（UICZ-4197）にハンキー・パンキーとして参加。[5]
- 2009年4月、黒沢兄弟によるユニット「ハンキー・パンキー」がミニアルバム「In touch with Hanky Panky」（UICZ-4197）をリリース。
- 2013年、黒沢健一のアルバム「Banding Together in Dreams」に、黒沢秀樹、木下裕晴、嶺川貴子が参加。

## グループ名の由来
メンバーとプロデューサーの間で、記号っぽい物が良いという発想から産まれた物という説や、その会話をしていたスタジオでミキシング・コンソールを見て、オーディオの左右のチャンネルを表す「L」と「R」が目に入ったからと言う説、自分たちの幅広い音楽性を表すためと言う説、結成当時の黒沢兄弟の髪の分け目が左と右だったからと言う説（『HEY!HEY!HEY! MUSIC CHAMP』出演時に本人たちが語った説。その際松本人志に「ハゲたら『⇔』だけになる」とイジられた）など、諸説あるため、どれが正しいかははっきりしていなかった。ラジオ放送中にも「正式にはLefty in the Rightなんですけど…」という発言もあったが、なぜそのような名前になったかの説明は無かった。
その後2017年に再発されたアルバム「L」の岡井大二によるライナーノーツによると「わかりやすくて、記号っぽくて、音楽によく使われる言葉で何かちょうどいい記号はないか、となって、じゃあLとRだろう」「兄弟のつむじが右と左で逆だったからそれもこじつけられるんじゃないか」「アルバムタイトルにもLとRをつけるっていう遊びにもつながるから」という理由でL⇔Rになったことや、「Lefty in the Right」という名称も後付けであることが記述されている。

## ディスコグラフィー

### シングル
| #    | タイトル                               | 順位 | 発売日                |
| ---- | -------------------------------------- | ---- | --------------------- |
| 1st  | LAZY GIRL/BYE BYE POPSICLE             |      | 8cmCD 1992年05月25日  |
| 2nd  | (I WANNA)BE WITH YOU                   |      | 8cmCD 1992年09月26日  |
| 3rd  | 恋のタンブリングダウン/君に虹が降りた  |      | 8cmCD 1993年06月25日  |
| 4th  | 君と夏と僕のブルー・ジーン             |      | 8cmCD 1993年12月20日  |
| 5th  | REMEMBER                               | 42位 | 8cmCD 1994年07月21日  |
| 6th  | HELLO, IT'S ME                         | 10位 | 8cmCD 1994年10月21日  |
| 7th  | KNOCKIN' ON YOUR DOOR                  | 1位  | 8cmCD 1995年05月03日  |
| 8th  | BYE                                    | 6位  | 8cmCD 1995年10月20日  |
| 9th  | DAY BY DAY                             | 15位 | 8cmCD 1995年11月17日  |
| 10th | GAME                                   | 10位 | 8cmCD 1996年01月19日  |
| 11th | NICE TO MEET YOU                       | 14位 | 12cmCD 1996年06月21日 |
| 12th | アイネ・クライネ・ナハト・ミュージック | 27位 | 8cmCD 1997年02月19日  |
| 13th | STAND                                  | 26位 | 8cmCD 1997年03月19日  |

### アルバム
| #          | タイトル                       | 順位              | 発売日                     |
| ---------- | ------------------------------ | ----------------- | -------------------------- |
| ミニ       | L                              |                   | CD 1991年11月25日          |
| ミニ       | L                              | 98位              | UHQCD 2017年02月08日       |
| 1st        | Lefty in the Right             | 84位              | CD 1992年04月25日          |
| 1st        | Lefty in the Right             | 84位              | CD 1993年04月16日          |
| 1st        | Lefty in the Right             | 84位              | LP 1995年07月01日          |
| 1st        | Lefty in the Right             | 84位              | 再発CD 1997年07月25日      |
| 1st        | Lefty in the Right             | 84位              | SHM-CD 2009年04月01日      |
| 1st        | Lefty in the Right             | 107位             | UHQCD 2017年02月08日       |
| 2nd        | LAUGH + ROUGH                  | 97位              | CD 1992年11月16日          |
| 2nd        | LAUGH + ROUGH                  | 97位              | CD 1993年04月16日          |
| 2nd        | LAUGH + ROUGH                  | 97位              | LP 1995年07月01日          |
| 2nd        | LAUGH + ROUGH                  | 97位              | 再発CD 1997年07月25日      |
| 2nd        | LAUGH + ROUGH                  | 97位              | SHM-CD 2009年04月01日      |
| 2nd        | LAUGH + ROUGH                  | 108位             | UHQCD 2017年02月08日       |
| 3rd        | LOST RARITIES                  | 54位              | CD 1993年06月25日          |
| 3rd        | LOST RARITIES                  | 54位              | 再発CD 1997年07月25日      |
| 3rd        | LOST RARITIES                  | 54位              | SHM-CD 2009年04月01日      |
| 3rd        | LOST RARITIES                  | 113位             | UHQCD 2017年02月08日       |
| 4th        | Land of Riches                 | 47位              | 2枚組CD 1993年12月20日     |
| 4th        | Land of Riches                 | 47位              | LP 1995年07月01日          |
| 4th        | Land of Riches                 | 47位              | 再発CD 1997年07月25日      |
| 4th        | Land of Riches                 | 47位              | 2枚組SHM-CD 2009年04月01日 |
| 4th        | Land of Riches                 | 122位             | UHQCD 2017年02月08日       |
| リミックス | LAND OF RICHES Reverse         |                   | CD 1994年04月25日          |
| 5th        | LACK OF REASON                 | 14位              | CD 1994年10月21日          |
| 5th        | LACK OF REASON                 | 14位              | LP 1995年07月05日          |
| 5th        | LACK OF REASON                 | 130位             | UHQCD 2017年02月08日       |
| ベスト     | Singles&More                   | 40位              | CD 1994年12月01日          |
| ベスト     | Singles&More                   | 40位              | SHM-CD 2009年04月01日      |
| 6th        | Let me Roll it!                | 5位               | CD 1995年12月16日          |
| 6th        | Let me Roll it!                | 5位               | LP 1996年01月19日          |
| 6th        | Let me Roll it!                | 100位             | UHQCD 2017年02月08日       |
| 7th        | Doubt                          | 9位               | CD 1997年04月16日          |
| 7th        | Doubt                          | 9位               | LP 1997年05月16日          |
| 7th        | Doubt                          | 129位             | UHQCD 2017年02月08日       |
| ミニ       | L + R                          |                   | 2枚組CD 1997年07月25日     |
| ミニ       | L + R                          | LP 1997年08月25日 |                            |
| ライブ     | LIVE RECORDINGS 1994-1997      |                   | CD 1997年09月19日          |
| ベスト     | Singles&More Vol.2             | 36位              | CD LP 1997年12月03日       |
| ベスト     | TREASURE COLLECTION            |                   | CD 1999年06月30日          |
| ベスト     | Last Roll - 11Years Of L⇔R     |                   | CD 2002年09月19日          |
| ベスト     | Looking Back - 11 years of L⇔R |                   | CD 2002年10月30日          |
| ベスト     | プラチナムベスト L⇔R           | 279位             | UHQCD 2015年06月17日       |
| ベスト     | B-side to sea side             |                   | 配信 2016年12月26日        |

### コンピレーションアルバム
1. STEREOPHONIC WITZ COMPILATION Vol.1 (1994/09/10)
2. WITS＋Z COMPILATION VOL.2（1998/04/01)
3. Exotic Beatles (2005/07/25)
4. Who is The Star? -WITS Compilation Vol.3- 20th anniversary edition (2012/08/08)

### 映像作品
| #      | タイトル                                  | 順位               | 発売日             |
| ------ | ----------------------------------------- | ------------------ | ------------------ |
| PV集   | PV                                        |                    | VHS 1996年07月19日 |
| PV集   | PV                                        | DVD 2008年09月17日 |                    |
| ライブ | Live at Budokan Let me Roll it! tour 1996 | 7位                | DVD 2017年01月18日 |
| PV集   | PV＋                                      | 26位               | DVD 2017年03月15日 |
| ライブ | Doubt tour at NHK hall -last live 1997-   | 15位               | DVD 2017年08月11日 |

## タイアップ一覧
| 使用年 | 曲名                     | タイアップ                                                              |
| ------ | ------------------------ | ----------------------------------------------------------------------- |
| 1992年 | LAZY GIRL                | アルペン「アルペン'92 ゴルフ篇」CMソング                                |
| 1993年 | 恋のタンブリング・ダウン | アサヒビール「アサヒ ビール ギフト」CFソング                            |
| 1993年 | BOTH SIDES NOW           | 東京商科学院専門学校 CMソング                                           |
| 1994年 | REMEMBER                 | カシオ計算機「20BAR」CMソング                                           |
| 1994年 | HELLO, IT'S ME           | 江崎グリコ「ポッキー」CMソング                                          |
| 1995年 | HELLO, IT'S ME           | 東宝配給映画『四姉妹物語』主題歌                                        |
| 1995年 | (I WANNA)BE WITH YOU     | フジテレビ系'95新春ドラマスペシャル『家族の食卓』主題歌                 |
| 1995年 | KNOCKIN' ON YOUR DOOR    | フジテレビ系 月9ドラマ『僕らに愛を!』主題歌                             |
| 1995年 | DAY BY DAY               | フジテレビ系ドラマ『木曜の怪談』エンディングテーマ                      |
| 1996年 | GAME                     | TBS系『COUNT DOWN TV』1996年1月度オープニングテーマ                     |
| 1996年 | NICE TO MEET YOU         | キリンビール「キリンラガービール がんばれニッポンキャンペーン」CMソング |
| 1997年 | STAND                    | 東京三菱銀行 CFソング                                                   |
| 1997年 | ブルーを撃ち抜いて       | フォーミュラ・ニッポン中継エンディングテーマ                            |

## ヘビーローテーション/パワープレイ

### ラジオ
| 放送年 | 曲名                                   | ラジオヘビーローテーション/パワープレイ                                     |
| ------ | -------------------------------------- | --------------------------------------------------------------------------- |
| 1992年 | BYE BYE POPSICLE                       | FM802 1992年4月度ヘビーローテーション                                       |
| 1993年 | 君と夏と僕のブルー・ジーン             | FM NACK5『JAPANESE DREAM』1993年12月度 歴代JDグランプリ受賞曲               |
| 1994年 | REMEMBER                               | FM NACK5『JAPANESE DREAM』1994年7月度 歴代JDグランプリ受賞曲                |
| 1994年 | HELLO, IT'S ME                         | FM NACK5『JAPANESE DREAM』1994年10月度 歴代JDグランプリ受賞曲               |
| 1995年 | KNOCKIN' ON YOUR DOOR                  | FM NACK5『JAPANESE DREAM』1995年4月度 歴代JDグランプリ受賞曲                |
| 1995年 | KNOCKIN' ON YOUR DOOR                  | ABCラジオ『ABCミュージックパラダイス』1995年5月度ミューパライチ押しナンバー |
| 1995年 | KNOCKIN' ON YOUR DOOR                  | FM NACK5『JAPANESE DREAM』1995年5月度 歴代JDグランプリ受賞曲                |
| 1995年 | BYE                                    | FM NACK5『JAPANESE DREAM』1995年10月度 歴代JDグランプリ受賞曲               |
| 1995年 | DAY BY DAY                             | FM NACK5『JAPANESE DREAM』1995年11月度 歴代JDグランプリ受賞曲               |
| 1996年 | GAME                                   | FM NACK5『JAPANESE DREAM』1996年1月度 歴代JDグランプリ受賞曲                |
| 1996年 | NICE TO MEET YOU                       | FM NACK5『JAPANESE DREAM』1996年6月度 歴代JDグランプリ受賞曲                |
| 1997年 | アイネ・クライネ・ナハト・ミュージック | FM NACK5『JAPANESE DREAM』1997年2月度 歴代JDグランプリ受賞曲                |
| 1997年 | STAND                                  | FM NACK5『JAPANESE DREAM』1997年3月度 歴代JDスーパー・グランプリ受賞曲      |

## ライブツアー
- 「Back To Mono」（1993.02.10 - 02.18/全国4都市4公演）
- 「Back To Mono 2」（1993.07.24 - 08.27/全国3都市3公演）
- 「Back To Mono 3 -Psychedelic Beauty- "L" Night」（1993.12.20 - 1993.12.21/全国1都市2公演）
- 「Back To Mono 3 -Psychedelic Beauty- "R" Night」（1993.12.23 - 1993.12.24/全国1都市2公演）
- 「Back To Mono 3 -Psychedelic Beauty- "?" Night」（1993.12.25/全国1都市1公演）
- 「Equinox」（1994.03.14 - 03.30/全国7都市7公演）
ツアータイトルが「Equinox」であるにもかかわらず、「EQUINOX」が演奏されなかったツアーである。
- 「Lack of Reason」（1994.10.28 - 11.30/全国10都市10公演）
- 「Lack of Reason -Return-」（1995.01.06 - 0.10/全国3都市4公演）
- 「Rock'n Roll Jet Set -Back To Mono 4 You-」（1995.07.29 - 08.04/全国3都市3公演）
- 「Let me Roll it!」（1996.01.14 - 02.24/全国17都市18公演）
- 「Let me Roll it! Surplus」（1996.03.09 - 03.20/全国2都市3公演）
- 「Doubt - Preview- 」（1997.04.26 - 04.27/全国1都市2公演）
- 「Doubt」（1997.05.15 - 06.29/全国10都市13公演）

## メディア出演

### ラジオ番組
- SF Rock Station（東海ラジオ 1992年4月 - 1993年6月）
- L⇔R STEREO MAGIC（FM横浜 1992年7月 - 1993年3月）
- L⇔Rのオールナイトニッポン（ニッポン放送 1992年10月5日、10月12日）
  - 本来は「マンスリーパーソナリティ」枠で各人が4回、または5回担当するのが決まりであった。しかし局の方針で番組は中断して、L⇔Rは現在「オールナイトニッポンのパーソナリティ最短記録」を保持している。
- L⇔R MONDAY STEREO MAGIC（FM横浜 1993年4月 - 1993年9月）
- L⇔R ジャンブル タンブル（α-Station 1993年10月 - 1993年12月）
- L⇔R Hi-Fi STEREO MAGIC（FM横浜 1993年10月 - 1994年3月）
- アップタウンスクウェア「浦和より愛をこめて」（NACK5 1995年1月 - 1995年3月）
- Music Gambo（FM802 1995年10月 - 1997年1月 ※黒沢健一のみ）
- L⇔Rのドライビン・ア・ゴー・ゴー（TOKYO FM 1996年3月 - 1996年9月）

## 受賞歴
1995年
- 第5回ザテレビジョンドラマアカデミー賞 主題歌賞（『KNOCKIN' ON YOUR DOOR』､ドラマ『僕らに愛を!』主題歌）[9]